# Pablo Espinosa (futbolista)
Pablo Espinosa es un futbolista argentino, nacido el 5 de octubre de 1985 en San Miguel. Se desempeña en la posición de enganche. 
Debutó en el Club Atlético Tigre el 24 de febrero de 2007, con Diego Cagna como DT, frente a Almagro, partido que finalizó 1 a 1. Luego del ascenso del Matador se desempeñó en reserva hasta su debut en la Primera División de Argentina el 23 de mayo de 2008, cuando ingresó frente a San Martín de San Juan.

## Clubes
| Club                   | País      | Año    |
| ---------------------- | --------- | ------ |
| Tigre                  | Argentina | 2007-? |
| Club Almagro           | Argentina | ?-?    |
| Club Atlético Germinal | Argentina | 2013-? |

- Datos: Q16299042